# Socratina
Socratina es un género de arbustos con dos especies pertenecientes a la familia Loranthaceae. Es originario de Madagascar.

## Taxonomía
El género fue descrito por Balle  y publicado en Adansonia: recueil périodique d'observations botanique, n.s.  4: 130 en el año 1964.  La especie tipo es Socratina keraudreniana Balle.

## Especies aceptadas
A continuación se brinda un listado de las especies del género Socratina aceptadas hasta noviembre de 2014, ordenadas alfabéticamente. Para cada una se indica el nombre binomial seguido del autor, abreviado según las convenciones y usos.	
- Socratina bemarivensis  	(Lecomte) Balle
- Socratina keraudreniana 	Balle